# Charles Crupelandt
Charles Crupelandt (født 23. oktober 1886 i Roubaix, død 18. februar 1955 smst.) var en cykelrytter fra Frankrig
I 1912 og 1914 vandt han Paris-Roubaix.